# Kvothe
Kvothe (pronunciado "Cuouz", tal y como se aclara en El nombre del viento) es un personaje ficticio y protagonista de la Crónica del asesino de reyes escrita por el estadounidense Patrick Rothfuss y que consta de El nombre del viento (The Name of the Wind), El temor de un hombre sabio (The Wise Man's Fear) y un último libro: Las puertas de piedra (The Doors of Stone).

## Descripción
En el primer libro (El nombre del viento) conocemos a Kvothe como un posadero llamado Kote, dueño de una posada modesta llamada "Roca de Guía", la cual está totalmente apartada del mundo, escondida en un pueblo llamado Newarre. El libro empieza hablando en tercera persona (narrador externo) y describe a  Kvothe/Kote como un hombre de edad indefinida, el cual pasa de ser un joven de unos diecisiete años en algunos momentos a un posadero cansado con algunas arrugas en otras ocasiones. De pelo rojo, manos largas y finas, musculatura más propia de un guerrero que de un posadero y aparentemente impasible. Todos los habitantes del pueblo conocen las canciones, aventuras e historias de Kvothe, casi como una leyenda o mito urbano. En algunas historias es un héroe y en otras un villano. El marco principal de la historia lo describe casi sutilmente y sin muchas certezas. Lo único que se sabe con seguridad es que en el marco principal de la historia Kvothe está muerto. Nadie, excepto el (único) alumno de Kvothe, un ser Fata llamado Bast, sabe que aquel del que hablan y cantan está delante de ellos, sirviendo comida y bebida.
También llamado 'Reshi' por su único y mejor alumno Bast.
En el relato aparece Devan Lochees, también llamado Cronista, un hombre encargado de escribir y descubrir historias, el cual llega a la posada por medio de un rumor que cuenta que Kvothe está vivo y escondido, y lo descubre. Cuando Cronista revela la verdadera identidad de Kvothe, le invita a contarle su verdadera historia. Kvothe le pide como condición que no le cambie ninguna palabra de lo que vaya a escribir sobre él, y que se demorará en contarla tres días.
Así comienza la saga de Kvothe el Sin sangre, tres libros, tres días.
A lo largo de la historia, el personaje (que cuenta luego la historia de su vida en primera persona) va desarrollando sus distintas facetas de héroe, como músico, alumno de la Universidad, guerrero y arcanista (palabra para referirse a una especie de mago).
En la reseña más conocida de Kvothe él se describe así:

"He robado princesas a reyes agónicos. Incendié la ciudad de Trebon. He pasado la noche con Felurian y he despertado vivo y cuerdo. Me expulsaron de la Universidad a una edad a la que a la mayoría todavía no los dejan entrar. He recorrido de noche caminos de los que otros no se atreven a hablar ni siquiera de día. He hablado con dioses, he amado a mujeres y he escrito canciones que hacen llorar a los bardos. Me llamo Kvothe. Quizás hayas oído hablar de mí."
Patrick Rothfuss, El nombre del viento